# État du Supérieur

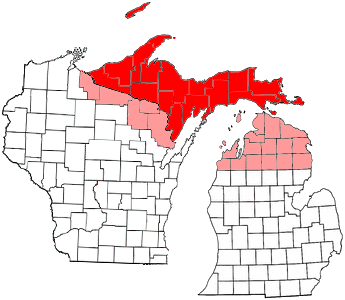
Les comtés en rouge sombre représentent le projet d'État du Supérieur. Des versions plus modernes du mouvement incluent souvent également les comtés en rouge clair.

Le Supérieur (en anglais : Superior) est un hypothétique 51e État des États-Unis qui fut proposé – à plusieurs reprises aux XIXe et XXe siècles – par la scission de la péninsule supérieure du Michigan du reste de l'État homonyme.

## Enjeux
Les différences culturelles et le ressentiment d'une partie de la population à l'égard de la capitale de l'État, Lansing, est l'une des raisons qui incitèrent certains politiciens locaux (comme Dominic Jacobetti) à réclamer la sécession. L'État du Supérieur aurait été l'État américain ayant la plus faible population avec 320 000 habitants (soit 60 % de celle du Wyoming et 50 % de celle de l'Alaska), pour une superficie légèrement supérieure à celle du Maryland, le plaçant au 40e rang.
Le montant des fonds octroyés par l'État du Michigan à la région ainsi que l'achèvement du pont Mackinac, la reliant à la péninsule inférieure qui constitue l'autre partie de l'État, ont eu raison de ces ambitions.

## Historique
La volonté de créer un État dans la péninsule remonte à 1858, date à laquelle une convention réunie à Ontonagon proposa la création d'un État constitué de la péninsule supérieure, du nord du Wisconsin et du nord-est du Minnesota, qui aurait baptisé « Supérieur » ou « Ontonagon ». Déjà, il était écrit dans un éditorial du New York Times :
« À moins que le Congrès ne fasse parvenir des objections, qui ne peuvent raisonnablement pas être arrêtées, nous ne voyons pas pourquoi le nouvel “État d’Ontonagon” ne devrait pas prendre rapidement sa place en tant que membre indépendant de l'Union. »
En 1897, une seconde proposition pour la création d'un tel État englobant la péninsule et des portions du Wisconsin fut également déposée sans succès.
En 1960, une intégration de la péninsule à l'État du Wisconsin fut également dans les projets. Afin de préparer ce processus, on accorda un indicatif téléphonique spécifique à la région péninsulaire (le 906), différent de celui du reste du Michigan.
En 1962, une Association pour l'indépendance de la péninsule supérieure fut fondée pour défendre la création d'un État spécifique. Un projet de loi sur une sécession a été présenté à la législature du Michigan. Une pétition recueillant 20 000 signatures fut proposée, tandis le nombre minimal de signatures requis pour l'organisation d'un scrutin référendaire sur le sujet était fixé à 36 000.
Ce mouvement continua jusque dans le milieu des années 1970, chaque sujet de société comme les différentes taxes perçues fit l'objet des ressentiments des résidents de la péninsule supérieure et du nord du Wisconsin à l'égard des autorités de l'État et des habitants du sud de celui-ci en général.